# Reichstagswahlen im Ruhrgebiet 1871 bis 1912
Die Wahlkreise für die Reichstagswahlen im Deutschen Kaiserreich wurden bereits zu den Wahlen zum Norddeutschen Reichstag 1867 festgelegt und deckten sich nicht mit den heutigen Verwaltungsgrenzen. Die 1867 festgelegten Wahlkreisgrenzen wurden bis zum Ende des Kaiserreiches nicht mehr verändert, so dass auf Grund der Bevölkerungszunahme in den industrialisierten Wahlkreisen des Ruhrgebietes der Anteil der Wahlberechtigten stark anstieg.
Das zentrale Ruhrgebiet umfasste folgende Wahlkreise mit den damaligen Verwaltungseinheiten, jeweils angegeben sind Städte und Gemeinden mit mehr als 2000 Einwohnern (Stand 1900):
- Arnsberg 4: Hagen – Schwelm = Hagen, Haspe, Eckesey, Wetter, Boele, Herdecke, Bommern, Breckerfeld, Ende, Vorhalle, Dahl, Delstern, Wengern, Schwelm, Gevelsberg, Langerfeld, Vörde, Mühlinghausen, Haßlinghausen, Niedersprockhövel, Nächstebreck, Öklinghausen, Gennebreck

1910 umfasste der Wahlkreis folgende Kreise: Stadtkreis Hagen, Landkreis Hagen und Kreis Schwelm.
1880 lag der Anteil der städtischen Bevölkerung im Wahlkreis bei 82,2 %. Der evangelische Bevölkerungsanteil lag 1880 bei 82,7 %, er sank bis 1890 auf 80,3 %, betrug 1905 75,8 % und 1910 74,2 %. Bei allen Reichstagswahlen lag der Anteil der protestantischen Bevölkerung bei über 70 %.
|                        | 1871   | 1874   | 1877   | 1878   | 1881   | 1884   | 1887   | 1890   | 1893   | 1898   | 1903   | 1907   | 1912   |
| ---------------------- | ------ | ------ | ------ | ------ | ------ | ------ | ------ | ------ | ------ | ------ | ------ | ------ | ------ |
| Wahlberechtigte        | 19.856 | 24.719 | 25.026 | 26.067 | 26.323 | 27.193 | 29.365 | 30.628 | 34.406 | 40.502 | 45.719 | 51.080 | 58.214 |
| Wahlbeteiligung (in %) | 35,9   | 43,3   | 62,5   | 74,9   | 71,7   | 72,7   | 78,9   | 71,6   | 75,7   | 74,7   | 80,4   | 83,5   | 86,5   |

- Arnsberg 5: Bochum – Gelsenkirchen – Hattingen – Witten = Bochum, Witten, Herne, Langendreer, Weitmar, Hamme, Wiemelhausen, Werne, Baukau, Holstede, Altenbochum, Laer, Riemke, Hordel, Harpen, Horsthausen, Grumme, Stockum, Gerthe, Querenbeurg, Gelsenkirchen, Schalke, Wanne, Eickel, Ückendorf, Bismarck, Wattenscheid, Bulmke, Röhlinghausen, Holsterhausen, Hüllen, Heßler, Höntrop, Gümigfeld, Westenfeld, Eppendorf, Dahlhausen, Hattingen, Linden, Heven, Stiepel, Freisenbruch, Horst, Königsteele, Altendorf, Welper, Westherbede

Der Anteil der städtischen Bevölkerung betrug 1880 84,4 %. Der Anteil der protestantischen Bevölkerung, der 1880 53,5 % betragen hatte, blieb bis 1900 stabil (53,4 %) und sank bis 1910 auf 51,2 %. Während aller Reichstagswahlen hatte der Wahlkreis eine evangelische Bevölkerungsmehrheit.
- Arnsberg 6: Dortmund – Hörde = Dortmund, Lütgendortmund, Eving, Kastrop, Marken, Lünen, Dorstfeld, Brackel, Asseln, Huckarde, Kirchlinde, Mengede, Rauxel, Giesenberg-Sodingen, Oberkastrop, Wickede, Öspel, Altenderne-Oberbecker, Habinghorst, Kirchderne, Liundenhorst, Hörde, Schwerte, Kirchhörde, Annen-Wulfen, Aplerbeck, Berghofen, Holzwickede, Sölde, Schüren, Hacheney, Barop, Rüdinghausen, Menglinghausen, Eichlinghofen, Lücklemberg, Westhofen

Der Anteil der städtischen Bevölkerung stieg von 1880 = 77,8 % auf 1900 = 89,4 %. Das Gebiet gehörte in Mittelalter und früher Neuzeit zur Reichsstadt Dortmund und zur Grafschaft Mark, beides waren protestantische Territorien. Betrug 1880 der Anteil der protestantischen Bevölkerung 62,4 %, so sank dieser Anteil bis 1900 auf 55,7 %, 1910 lag der Anteil bei 53,3 %. Bei allen Wahlen verfügte der Wahlkreis über eine deutliche Mehrheit von Wählern protestantischer Konfession.
- Düsseldorf 5: Essen – Werden = Essen, Altendorf, Borbeck, Altenessen, Rotthausen, Katernberg, Rüttenscheid, Steele, Werden, Kray, Kupferdreh, Stoppenberg, Rellinghausen, Schonnebeck, Kettwig, Zweihonnschaften, Siebenhonnschaften, Karnap, Überruhr, Heisingen, Huttrop, Byfang

Der Anteil der städtischen Bevölkerung lag 1900 bei 82,9 %. Die Bevölkerung des Wahlkreises war überwiegend katholisch, da das Gebiet seit dem Mittelalter zum Reichsstift Essen bzw. zum Reichsstift Werden gehörte. Im Verlaufe der Industrialisierung ging der Anteil der katholischen Bevölkerung leicht zurück, 1880 = 69,5 %, 1900 = 60,7 %, 1910 = 58,6 %. Der Wahlkreis Essen verfügte bei allen Wahlen über eine deutliche Mehrheit an Wahlberechtigten katholischer Konfession.
- Düsseldorf 6: Duisburg – Mülheim an der Ruhr – Ruhrort – Oberhausen = Duisburg, Oberhausen, Mülheim an der Ruhr, Alstaden, Styrum, Dümpten, Heißen, Broich, Speldorf, Saarn, Holthausen, Meiderich, Hamborn, Beeck, Sterkrade, Ruhrort, Hiesfeld, Buschhausen, Dinslaken, Walsum, Spellen, Holten

Der Wahlkreis hatte – trotz der eher ländlich strukturierten Gebiete im Norden des Wahlkreises – bereits früh ein relativ hohes Maß an Urbanität entwickelt, so betrug 1880 der Anteil der städtischen Bevölkerung 91,6 % und stieg bis 1900 auf 97,6 %. Der Wahlkreis war gemischtkonfessionell mit einer leichten protestantischen Mehrheit: 1880 = 55,7 %, 1890 = 53,0 %. Auf Grund der Zuwanderung veränderte sich das Verhältnis: 1900 = 48,1 % Protestanten zu 50,7 % Katholiken. In den Folgejahren stieg der Anteil der Katholiken weiter von 1905 = 53,1 % auf 1910 = 54,5 %.

## Reichstagsabgeordnete
Abkürzungen der Parteien: F = Deutsche Fortschrittspartei, FrVp = Freisinnige Volkspartei, NL = Nationalliberale Partei, LB = Gruppe Loewe-Berger, RP = Deutsche Reichspartei, SPD = Sozialdemokraten, Z = Zentrumspartei
| Jahr | Duisburg                                                                 | Essen                                                     | Bochum                                                                      | Dortmund                                                        | Hagen                 |
| ---- | ------------------------------------------------------------------------ | --------------------------------------------------------- | --------------------------------------------------------------------------- | --------------------------------------------------------------- | --------------------- |
| 1871 | Richard Wilhelm Dove (NL)                                                | Joseph Krebs (Z)                                          | Wilhelm Loewe (F)                                                           | Hermann Heinrich Becker (F)                                     | Friedrich Harkort (F) |
| 1874 | Johann Friedrich von Schulte (NL)                                        | Christoph Ernst Friedrich von Forcade de Biaix (Z)        | Wilhelm Loewe (LB)                                                          | Louis Constanz Berger (LB)                                      | Eugen Richter (F)     |
| 1877 | Johann Friedrich von Schulte (NL)                                        | Gerhard Stötzel (Z)                                       | Wilhelm Loewe (LB)                                                          | Louis Constanz Berger (LB)                                      | Eugen Richter (F)     |
| 1878 | Johann Friedrich von Schulte (NL) – Ersatzwahl 1879: August Servaes (NL) | Gerhard Stötzel (Z)                                       | Wilhelm Loewe (LB)                                                          | Louis Constanz Berger (LB)                                      | Eugen Richter (F)     |
| 1881 | Friedrich Hammacher (NL)                                                 | Gerhard Stötzel (Z)                                       | Burghard von Schorlemer-Alst (Z)                                            | Julius Lenzmann (F)                                             | Eugen Richter (F)     |
| 1884 | Friedrich Hammacher (NL)                                                 | Gerhard Stötzel (Z)                                       | Gustav Haarmann (NL)                                                        | Julius Lenzmann (F)                                             | Eugen Richter (F)     |
| 1887 | Friedrich Hammacher (NL)                                                 | Gerhard Stötzel (Z)                                       | Gustav Haarmann (F)                                                         | Eduard Kleine (NL)                                              | Eugen Richter (F)     |
| 1890 | Friedrich Hammacher (NL)                                                 | Gerhard Stötzel (Z)                                       | Burghard von Schorlemer-Alst (Z) Ersatzwahl 1890: Hermann Müllensiefen (NL) | Theodor von Möller (NL)                                         | Eugen Richter (F)     |
| 1893 | Friedrich Hammacher (NL)                                                 | Friedrich Alfred Krupp (Hospitant in der Fraktion der RP) | Eduard Fuchs (Z)                                                            | Theodor von Möller (NL) – Ersatzwahl 1895: Franz Lütgenau (SPD) | Eugen Richter (F)     |
| 1898 | Theodor von Möller (NL) – Ersatzwahl 1901: Wilhelm Beumer (NL)           | Gerhard Stötzel (Z)                                       | Hermann Franken (NL)                                                        | Alexander Hilbck (NL)                                           | Eugen Richter (FrVp)  |
| 1903 | Wilhelm Beumer (NL)                                                      | Gerhard Stötzel (Z)                                       | Otto Hue (SPD)                                                              | Theodor Bömelburg (SPD)                                         | Eugen Richter (FrVp)  |
| 1907 | Klemens Hengsbach (SPD)                                                  | Johannes Giesberts (Z)                                    | Otto Hue (SPD)                                                              | Theodor Bömelburg (SPD)                                         | Willi Cuno (FrVp)     |
| 1912 | Hugo Böttger (NL)                                                        | Johannes Giesberts (Z)                                    | Karl Heckmann (NL)                                                          | August Erdmann (SPD)                                            | Max König (SPD)       |